# Winnipeg Maroons
Die Winnipeg Maroons waren eine kanadische Eishockeymannschaft in Winnipeg, Manitoba. Die Mannschaft spielte unter anderem von 1926 bis 1928 in der American Hockey Association.  

## Geschichte
Das Franchise wurde 1925 als Mitglied der einmalig ausgetragenen Amateurliga Central Hockey League gegründet. Von 1926 bis 1928 spielten die Winnipeg Maroons als einziges kanadisches Team in der professionellen American Hockey Association. In der Saison 1926/27 erreichten sie die erste Playoff-Runde, in der folgenden Spielzeit verpassten sie die Playoff-Qualifikation und die Mannschaft stellte den Spielbetrieb ein.    